# Lahes (Platon)
Lahes (în greacă veche Λάχης) este un dialog scris de Platon, în care se discută și se încearcă definirea conceptului de curaj.

## Personaje
- Lysimachos - fiul lui Aristide, general atenian.
- Melesias - prietenul lui Lysimachos.
- Nicias - general atenian și politician.
- Lahes - general atenian și politician.
- Socrate